# BKash
bKash Limited — бангладешская компания и одноимённая платформа мобильного банкинга, в первую очередь микрофинансового; первый и ведущий поставщик подобных услуг в стране.
Название компании является игрой слов, и при быстром произношении схоже со словом «прогресс» на бенгальском языке.

## Организация
Компания bKash Limited была основана в 2010 году и вышла на рынок в июле 2011 году по инициативе братьев Камала и Икбала Кадиров.
Первоначальное предложение поступило от них в 2008 году, однако тогда Центральный банк Бангладеш не решился выдать лицензию.
Первоначальными сооснователями bKash Limited стали BRAC Bank и Money in Motion LLC (5 млн долларов США).
В апреле 2013 года поступили инвестиции от Международной финансовой корпорации.
Позже в 2013 году софинансирование поступило также от Всемирного банка, Фонда Билла и Мелинды Гейтс (10 млн долларов США первоначально в качестве гранта, потом в качестве совладельца) и других организаций.
BRAC Bank владеет 51 % акций bKash, являясь его материнской компанией, во исполнение требований Центрального банка страны по оказанию мобильных финансовых услуг.
Камал Кадир руководит (CEO) bKash Limited, Икбал Кадир входит в Совет директоров компании.
Председатель Совета директоров bKash Limited — Мухаммад А. (Руми) Али (англ. Muhammad A. (Rumee) Ali)

## Деятельность
Братья Кадиры, много лет посвятившие решению проблем основной массы населения Бангладеш, проживающего в сельских районах в бедности, столкнулись с проблемой, что около 70 % жителей страны не имеют доступа к инстуциональному банкингу и лишены возможности осуществлять элементарные финансовые операции — безналичные переводы, осуществление сбережений и получения займов.
При этом, во многом благодаря предыдущей деятельности братьев (см. Grameenphone, CellBazaar), более 68 % жителей имели мобильные телефоны и использовали их для различных, в том числе и бизнес-операций, например, для мобильной торговли.
bKash был задуман в качестве платформы, позволяющей с помощью мобильных устройств реализовывать банковские услуги и с тех пор решает эту цель.
Переводы и другие безналичные операции осуществляются через мобильную платформу bKash.
Наличные операции по вводу-выводу средств производятся через агентов, которым может стать заключившая с компанией договор организация.
Обычно последними становятся частные магазины разбросанные по всей стране, в том числе и в самых недоступных районах.
Тем не менее компания стремится расширять и собственную филиальную сеть, которая выходит на рынок товаров широкого спроса, лекарств и продуктов.
Основным источником доходов bKash является транзакционная плата.
На декабрь 2013 года компания брала 1,85 % за снятие наличных и 0,5 % за перевод между кошельками.

## Показатели деятельности
Через год после создания — в конце 2012 году в системе bKash было зарегистрировано 2 млн счетов, а ещё через год — в 2013 году — 11 млн.
Только за первый год существования у компании появилось более 5 000 агентов по всей стране.
На 2013 год услугами bKash Limited пользовались 22 % взрослого населения Бангладеш, обеспечив стране самый стремительный в мире рост финансовых услуг.
Несмотря на то, что Центральный банк Бангладеш к этому времени выдал 20 банковских лицензий, 80 % сделок в стране приходилось на bKash Limited.
На начало 2014 года у bKash Limited было более 500 сотрудников и около 80 000 агентов.
В месяц в системе совершалось 13 млн транзакций по вводу средств и 12 млн по выводу, переводы между кошельками составляли 5 млн транзакций.
Средний размер перевода составлял 27 долларов США.
Общий оборот в системе составлял 680 млн долларов США в месяц.
80 % доходов уходило на выплаты агентам, 7 % — мобильным операторам.
Большую часть переводов на 2014 год обеспечивала отправка денег членам семьи, например, трудовых мигрантов, в том числе и внутри страны из индустриальных регионов, студентам, получающим средства на проживание и т. п.
В 2014 году по объёму транзакций в области мобильного банка уступала только кенийской M-PESA, при том, что в Бангладеш проживает 160 млн человек, при 43 млн в Кении.

## Награды и премии
В 2015 году сооснователь и руководитель bKash Limited Камал Кадир назван Фондом Шваба социальным предпринимателем года.